# Кочкинские Выселки
Кочкинские Выселки — поселок в муниципальном образовании город Ефремов Тульской области.

## География
Находится в юго-восточной части Тульской области на расстоянии приблизительно 13 км на юго-запад по прямой от города Ефремов, административного центра округа.

## История
В конце 1930-х годов в поселке (тогда Адамовский) отмечено было 29 дворов.

## Население
Постоянное население составляло 45 человек (русские 93 %) в 2002 году, 28 в 2010.